# 郑君里

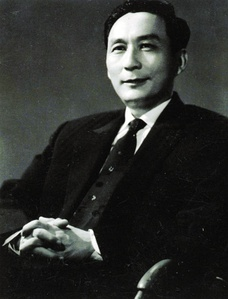
郑君里

郑君里（1911年12月6日—1969年4月23日），曾用名郑重、千里，男，原籍广东省香山县（今中山市），生于上海，中华民国及中华人民共和国话剧及电影演员、导演。

## 生平

### 投身艺海
1911年，郑君里出生于上海。父母是广东中山人，很早便到上海谋生。当时广东人聚在上海虹口天通庵路一带摆水果摊，郑君里的父亲是其中一个，靠微薄收入供养全家。有时到年关，债主上门逼债，父亲要郑君里替全家跪在堂屋求债主宽限。郑君里觉得很受侮辱。
郑君里自幼家境贫寒，进义学读书。1928年考入南国艺术学院戏剧科。南国艺术学院是由田汉在上海创办。1929年夏，郑君里在南国社参加《莎乐美》、《卡门》等剧演出，与陈白尘等人创办《摩登》戏剧半月刊。1931年，参加中国左翼戏剧家联盟，起草了《最近行动纲领——现阶段对于白色区域戏剧运动的领导纲领》。同时他还参加了摩登剧社、大道剧社，演出《乞丐与国王》、《乱钟》、《血衣》等剧。
1932年，郑君里进入联华影业公司为基本演员，陆续在《火山情血》、《奋斗》、《大路》、《新女性》、《迷途的羔羊》等近二十部电影中担任主要角色或重要角色，并参加了上海业余剧人协会，演出易卜生的《娜拉》、奥斯特洛夫斯基的《大雷雨》等剧。在银幕和舞台上，郑君里以形体洒脱，善于把握角色情绪，富有艺术魅力而成名。在明星影片公司，郑君里和阮玲玉分别是男、女一号演员。当时电影界有说法称：金焰是电影皇帝，郑君里是电影老虎。
《娜拉》在上海大剧院首次公演时，鲁迅第一次看到了郑君里的表演并很赞赏。同日，郑君里在后台第一次认识了上海启秀女中学生黄晨，黄晨很喜欢戏剧。后来郑君里和黄晨结婚。
1930年代，郑君里和顾而已到江苏南通，有人告诉郑君里说当地有位叫赵凤翱（即赵丹的原名）的孩子演戏很好。赵丹的父亲是当地剧院经理，资助几个爱演戏的孩子成立了“小小剧社”。郑君里回去和明星影片公司说明了该情况。赵丹后来成了中国著名的电影明星。
抗日战争爆发后，郑君里任上海救亡演剧三队队长。1940年，在重庆加入中国电影制片厂，任新闻影片部主任，任职两年，其间赴中国西北、西南地区拍摄了各兄弟民族团结抗战的长纪录片《民族万岁》。1943年，参加中国艺术剧社，导演《戏剧春秋》、《祖国》等剧。在拍摄长纪录片《民族万岁》时，郑君里在青海湖畔的海北草原拍摄藏族同胞的抗日活动，当时只是文化小军官的王洛宾被郑君里选为群众演员，随摄制组到海北草原，在当地王洛宾遇到藏族千户长之女卓玛，歌曲《在那遥远的地方》据说就是王洛宾为卓玛写的。

### 导演生涯
抗日战争胜利后，郑君里回到上海，任昆仑影业公司编导委员会委员。昆仑影业公司完全是中国共产党背景下的文艺工作，老板是任宗德，任宗德的夫人中华人民共和国成立后曾在中共中央调查部工作。1947年，郑君里与蔡楚生合作编导了《一江春水向东流》（上、下集）。1948年，参加了电影剧本《乌鸦与麻雀》的集体创作，并单独执导该片，这是他首次单独执导，该片于1957年获文化部1949～1955年优秀影片一等奖。
中华人民共和国成立后，1949年郑君里和导演沈浮一人手捧一面中华人民共和国国旗，兴奋地走在迎接新中国的游行队伍中。中华人民共和国成立后，郑君里作为左翼导演的中坚，从昆仑影业公司的破楼里搬进了上海最好地段的房子里，住到了上海宋庆龄故居对面。（几十年后孙道临搬进这里居住，一直住到去世前夕。）
在1949年3月中共七届二中全会上，毛泽东提到很多中国共产党干部进城后的一些问题。郑君里响应号召，很快创作出电影《我们夫妇之间》（由萧也牧的同名小说改编），由赵丹和蒋天流主演，写干部进城后被“糖衣炮弹”击倒，抛弃乡下老婆，和城市姑娘结婚的故事，但该片未公映就遭“枪毙”。
作为上海电影制片厂的“艺术委员会”成员，郑君里积极推动电影《武训传》的拍摄。《武训传》遭严厉批判后，《我们夫妇之间》也被提出来批判。这两部电影遭批判，对郑君里这代艺术家造成很大的心理压力。为批判《武训传》，江青带着一批人到山东“调研”，在当地发现了曾率领“黑旗军”造反的宋景诗。为了批判武训，特地树立起宋景诗和黑旗军的正面形象，1955年江青策划拍摄《宋景诗》，为此专门将郑君里调过去很长时间以研究剧本。在创作电影《宋景诗》时，郑君里遇到了难题：在真实历史中，宋景诗最终投降清廷，但因当前政治需要又必须把他塑造成坚定的革命者，最终郑君里只好将宋景诗投降清廷处理为斗争策略需要。
因为《武训传》的立场被指出了问题，上海电影制片厂上下都希望借《宋景诗》来“洗刷”《武训传》的“政治错误”，已是电影局副局长的崔嵬亲自扮演宋景诗，此外陶金、张翼、石挥、吴茵、沙莉、舒适等知名演员都甘愿在其中扮演小角色。但因宋景诗曾投降清廷，影片《宋景诗》完成四五年后，仅短暂上映后就不再上映。
自1950年代起，郑君里的电影导演艺术步入鼎盛时期。与孙瑜合导的电影《宋景诗》场面宏伟。郑君里执导的《林则徐》、《聂耳》被誉为“红烧头尾”，是上海电影制片厂向中华人民共和国国庆10周年的献礼片。《聂耳》和《林则徐》当时赢得了很高评价，成为一代人记忆中的经典，两片的主演都是赵丹。1961年，郑君里导演了根据同名话剧改编的电影《枯木逢春》，描述了血吸虫病人苦妹子从绝症中获得新生及其全家在新旧社会悲欢离合的故事。
郑君里拍电影很认真。拍《林则徐》时正逢“大跃进”时期，全国上下狂热浮夸，上海电影制片厂规定每天至少要拍60个镜头，而郑君里每天只拍三四个镜头，为此，郑君里还被定性为“右倾”。但他坚持如此，事情报到周恩来处，周恩来说：“这是献礼片，一定要拍好。”后来上海电影制片厂里也帮郑君里顶着，才得以拍完。
早在重庆时期，左翼电影人的文艺活动便完全在周恩来的直接领导下进行。郑君里当时常去八路军重庆办事处。那时，郑君里与史东山、洪深、郭沫若、胡风等人住在一起，周恩来常把他们叫去讲形势，让他们看苏联电影。在重庆时郑君里、黄晨夫妇与周恩来的文艺秘书张颖（前中华人民共和国外交部副部长章文晋的夫人）来往密切。中华人民共和国成立后，郑君里的每部电影几乎都是周恩来直接布置下来的。郑君里到北京，一下飞机就被专车直接接到中南海向周恩来汇报；一回上海又被直接接到中共上海市委宣传部、上海电影制片厂，向大家传达周恩来的新指示。和郑君里具有类似地位的还有赵丹、张瑞芳等艺术家。
《枯木逢春》也是周恩来直接交办的电影，是从话剧改编，讲江西省余江县根治血吸虫病的故事。毛泽东当年为此写了首诗《送瘟神》。电影需要表现毛泽东到过余江县这一史实，但又不能直接出现毛泽东的镜头，郑君里用了开窗的方式隐喻，一个个开窗，最后看到毛泽东的小楼，房间里灯还亮着。在本片中，郑君里用了很多中国传统艺术如剪纸、绘画等，还用了中国古代美学理论。郑君里还请余红仙用上海评弹唱了《送瘟神》，表现手法和后来的MTV很相似。
郑君里擅于驾驭“重头戏”，以拍摄人物传记片见长，注重从中国传统戏曲、绘画、诗词中吸收营养，以丰富电影的艺术表现手段。郑君里长期致力于电影、戏剧的翻译及著述。《论抗战戏剧运动》1939年以单行本出版。1940年代起，他即已开始构思和撰写《角色的诞生》。
郑君里还曾策划许多电影选题，如《李白与杜甫》、《祁连山下》（表现守护敦煌的常书鸿）、《阮玲玉》、《鲁迅》、《智取生辰纲》等。虽然有些已做出提纲，但这些电影一部也没拍成。
1964年，郑君里从周恩来处接到一个政治任务：拍摄电影《红色宣传员》。《红色宣传员》是朝鲜民主主义人民共和国1962年摄制的电影，原名叫《李善子》，讲某村妇女委员长李善子深入工作，将落后分子改造过来投入社会主义建设。因考虑到与朝鲜的关系，周恩来表示，“我们也要拍一部《李善子》”。周恩来让郑君里做导演，张瑞芳演李善子。拍摄该片可能是金日成和周恩来之间早商谈好的事，摄制组专门到朝鲜深入生活，拍摄也在朝鲜进行。金日成还专门接见了剧组。电影拍完后搁浅，因当时中国已开始讲“阶级斗争”，而朝鲜则提倡“人情感化”。周恩来看完该片后对郑君里说：“算了，这部片子暂时不放了，君里，你要回回炉了！”郑君里后来回忆说：“‘文革’要来了，总理跟我打招呼，就是这句话。”
郑君里是上海市第一、二、三届人大代表，全国政协第三、四届委员，中国影协、剧协常务理事，上海影协常务理事。

### 文革蒙难
1966年文革爆发前后，上海的文艺整风和文艺四清中，导演里郑君里首当其冲，演员中赵丹首当其冲。因为两人名气最大，也曾最受重视，而且与1930年代的上海有密切联系。郑君里曾说：“如果说我是文艺界的黑线人物，那我不是从今天才开始的，我从17岁开始就是‘黑线人物’。”
在接受批判期间，郑君里每天凌晨3点起床写交待材料3份，6点半出门参加劳动改造，晚8点半回家。后来又被送到上海电影制片厂里的牛棚隔离，不能见家属。在牛棚他总吃不饱。好几次被打得鼻青脸肿回家。有一次被打得很严重，是被一位著名导演打了两个耳光，那位导演是他带出来的左翼电影导演里的一位，曾是他最亲近的朋友之一。
给郑君里致命打击的是他1930年代与江青的关系。郑君里、赵丹和江青（当时艺名蓝苹）1930年代在上海时关系就很好。蓝苹在上海演《大雷雨》的女主角，赵丹、舒绣文与郑君里都曾给她配过戏。赵丹与叶露茜、唐纳与蓝苹、顾而已与杜小鹃轰动一时的六和塔下的婚礼，便是由郑君里主持、沈钧儒证婚。郑君里还是婚礼中唐纳和蓝苹的男傧相。中华人民共和国成立后，郑君里与江青仍保持着较密切的联系。江青的丈夫毛泽东知道郑君里爱抽烟，有次还对江青说：“你拿几包我的烟给君里！这都是美国‘茄里克’香烟！”这种密切联系一直保持到“文革”初期。文革初期1960年代某日，江青曾亲自来郑君里、黄晨夫妇家中找黄晨，同黄晨聊了一两个小时。
“文革”初期，郑君里成为上了“黑名单”的头号“黑线人物”。张春桥在与其交谈中说：“江青同志现在的地位不同了，她过去还有一些信件等东西在你家里，存藏在你家里不很妥当。还是交出来，交给她自己处理吧。”郑君里回到家中，和妻子黄晨翻箱倒柜，将关于江青的照片、剪报、手稿、信件等资料收拾出一大包，交给中共上海市委办公室转张春桥，并附了一封信给江青，请江青处理。但江青看后没发现她想要的核心内容。当时江青想要两封信，一封是1936年6月蓝苹写给唐纳的情书；另一封是她写给郑君里请郑君里帮助联系赴海外不知所踪的唐纳。
1966年10月4日，江青到毛家湾林彪住处，与林彪夫人叶群密谈，请叶群帮助找这两封信。次日，叶群找来中国人民解放军空军司令员吴法宪商议，研究了具体实施方案。吴法宪随即亲自打电话给在上海的南京军区空军副政委江腾蛟，要江腾蛟到北京“接受一个任务”，并叮嘱此次进京行动要保密。江腾蛟即飞赴北京，先向吴法宪领受任务，后晋见叶群。叶群告诉他说，江青有一封信落在郑君里、顾而已、赵丹等人手里，到底在哪人手里不清楚，所有这些人都要进行搜查。并进一步商定，趁当前混乱局面，组织一批可靠的人扮成红卫兵，到郑君里、顾而已、赵丹等人家搜查。一切“文字材料”无论是书信、笔记、照片、日记等全部收缴，片纸不留。最后叶群重申“一定要保密。”
不久便有不明身份的人来郑君里家抄家，同时被抄的还有赵丹、周信芳、童芷苓、陈鲤庭这几家，其中郑君里家被抄得最厉害，抄走两卡车的文字材料。被抄家后郑君里说：“这些人虽然戴的是红卫兵袖章，但抄的手法非常专业，他们肯定不是红卫兵。”事后证实，来抄家的都是空四军的人。1967年11月26日，由张春桥批示，郑君里、顾而已、赵丹等18人被隔离审查。
郑君里、黄晨夫妇分别被隔离审查，长子在南海舰队当兵，家里只剩下幼子郑大里和郑大里的姑妈这两人。郑君里先后被关押在上海市第一看守所、第二看守所、上海市少年犯管教所。那时上海市少年犯管教所已不关少年犯，而都关政治犯了，被打倒的上海市领导陈丕显、曹荻秋、魏文伯、杨西光都关在那里。
1969年郑君里在医院病重，专案组派人到家里通知郑大里以及回上海探亲的哥哥去医院探望，当时他们已有一年多没见到郑君里了，黄晨也在接到通知后从被隔离的上海电影制片厂来到医院，一家四口在医院“团聚”。当时儿子郑大里和一帮被打倒的干部子弟经常接触，听到风声说上海电影制片厂可能要重新启用郑君里。那时有“一批二用”的说法，意思是在启用某人前先要做个彻底的大批判。郑大里暗示郑君里说：“你好好交待，你放心好了，肯定会有出路的。”但郑君里已没有余力来理解郑大里的暗示了，只是微弱地答：“我是一直在交待……”他抓住郑大里的手，拼命往自己肚子上摁，郑大里感觉到几个很硬的疖。郑君里当时已患上肝癌，但最初症状为胃疼，专案组就给他吃酵母片之类的药，后来确诊时已经晚了。
郑大里回到家的次日（1969年4月22日）早9点，专案组又来电话，让郑大里准备东西到上海中山医院看父亲郑君里。中午11点郑大里赶到医院，去病房前专案组要郑大里写保证书：进去后不向任何人暴露自己是谁，不要和任何人交谈患者病情，不准透露患者是谁，上厕所要报告，吃饭要有人陪。当时郑君里已奄奄一息。郑大里偷偷告诉郑君里：“你好好休息，好像要用你了。”郑君里无力地摇摇头。有位医生偷偷把郑大里叫出去，告诉他郑君里患的是肝癌，已无法医治。
1969年4月23日凌晨，郑君里因肝癌在上海中山医院病逝。在殡仪馆里，郑君里直接躺在烧尸体用的铁板车上，身下连褥子都没有，家属送去一身灰色中山装，郑君里头底下垫了两块砖头，身上蒙了一块白布，黄晨、两个儿子及儿子的姑妈，四人与郑君里的遗体最后匆匆待了10分钟后，郑君里随即被拉去火化，四位家属还被关照：出去绝对不能说郑君里已经死了。
郑君里去世后，妻子黄晨托当年在重庆时的熟人张颖将消息带给周恩来和邓颖超夫妇，希望给郑君里一个公正的结论，但这封信后来落到江青手里。1980年在中华人民共和国最高人民法院特别法庭审判林彪、江青反革命集团案时，黄晨与童芷苓、秦桂贞都作为证人参加了庭审，面对黄晨的质问，江青矢口否认，说她全不知道郑君里的事。

## 著作
郑君里出版的论著有：
- 《角色的诞生》[1]
- 《画外音》[1]
- 《世界电影艺术史》[2]

郑君里出版的译著有：
- 理查德·波列斯拉夫斯基（英语：Richard Boleslawski）《演技六讲》[1]
- 斯坦尼斯拉夫斯基《演员自我修养》（与章泯合译）[1]

## 家庭
- 妻：黄晨，电影演员
- 长子
- 幼子：郑大里